# William R. Peers

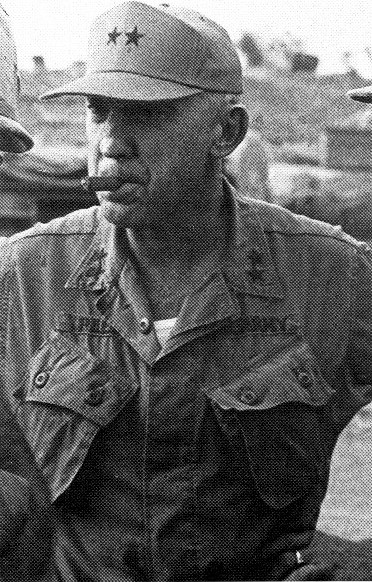
William R. Peers

William Ray Peers (* 14. Juni 1914 in Stuart (Iowa); † 6. April 1984 in San Francisco) war ein US-amerikanischer Militär und Generalleutnant der United States Army.

## Leben
Nach seinem Abschluss an der University of California, Los Angeles 1937 trat Peers 1938 in die Armee ein. Nach dem amerikanischen Eintritt in den Zweiten Weltkrieg wurde er für das Office of Strategic Services (OSS) rekrutiert und mit dem Detachment 101 in das China Burma India Theater (CBI) geschickt, um Guerillaaktionen gegen die Japaner durchzuführen. Anfänglich Operationsoffizier, übernahm er später das Kommando über die Einheit. 1945 wurde er Leiter über alle OSS-Operationen in China südlich des Jangtse. In dieser Funktion leitete er die von nationalchinesischen Truppen kurz vor dem Waffenstillstand durchgeführte Einnahme der früheren Hauptstadt Nanjing. Nach dem Krieg wurde er in die CIA übernommen und leitete zur Zeit des Koreakriegs von geheimen Basen in Burma aus verdeckte Operationen nationalchinesischer Truppen gegen die Volksrepublik China. Später besuchte er das Army War College und wurde danach für eine Reihe von geheimdienstlichen und Stabsfunktionen verwendet.
Zu Beginn des Vietnamkriegs war Peers assistierender stellvertretender Stabschef für Spezialunternehmen, ein Jahr später wurde er Sonderassistent für Aufstandsbekämpfung und Spezialunternehmen bei den Joint Chiefs of Staff. Im Januar 1967 übernahm er im Range eines Major Generals den Befehl über die 4. US-Infanteriedivision. Unter seiner Leitung schlugen die Amerikaner und verbündeten Südvietnamesen unter anderem die Schlacht bei Dak To Ende 1967. Im März 1968 erhielt er unter Beförderung zum Lieutenant General den Befehl über die I Field Force, Vietnam, einen Verband auf Korps-Ebene, der im zentralen Hochland stationiert war. 
1969 wurde Peers zum Leiter der Kommission ernannt, die von General Creighton W. Abrams zur Untersuchung des Massakers von My Lai eingesetzt wurde und veröffentlichte 1970 einen umfassenden Bericht.
Er starb im Alter von 69 Jahren in einem Armeekrankenhaus an den Folgen eines Herzinfarkts.
Neben anderen Auszeichnungen erhielt er die Army Distinguished Service Medal.